# 第六十七号型水雷艇
| 第六十七号型水雷艇 | 第六十七号型水雷艇                                             |
| ------------------ | -------------------------------------------------------------- |
| 第68号水雷艇       |                                                                |
| 艦級概観           |                                                                |
| 艦種               | 水雷艇                                                         |
| 艦名               | 番号                                                           |
| 前級               | 第三十九号型水雷艇                                             |
| 次級               |                                                                |
| 要目（竣工時）     |                                                                |
| 排水量             | 常備：89トン                                                   |
| 全長               | 垂線間長：40.10m (131ft 7in)                                   |
| 全幅               | 4.99m (16ft 3in)                                               |
| 吃水               | 1.03m (3ft 4in)                                                |
| 機関               | 艦本式缶2基 直立式3気筒3段膨張レシプロ1基 1軸、1,200馬力       |
| 速力               | 23ノット                                                       |
| 航続距離           |                                                                |
| 燃料               | 石炭：27トン（満載）                                           |
| 乗員               | 23名                                                           |
| 兵装               | 5.7cm山内単装速射砲2基 36cm水上魚雷発射管 旋回式2門、固定式1門 |
| 同型艦             | 9隻                                                            |

第六十七号型水雷艇（だいろくじゅうななごうがたすいらいてい、旧字体：第六十七號型水雷艇）は日本海軍の二等水雷艇。同型艇9隻。（改）シーシャウ型。

## 概要
1897年（明治30年）度計画により9隻が建造された。ドイツのシーシャウ社に発注された第二十二号型水雷艇の発展形でシーシャウ型（または改シーシャウ型）と称した。艦型を一回り大きくし、またボイラーは艦本式ボイラーが初めて搭載された。
各艇は日露戦争で旅順攻略戦や日本海海戦に参加、第69号が日本海海戦で戦没している。
その他の8隻は1922年（大正11年）から1923年（大正12年）に除籍された。

## 同型艦
建造は横須賀=横須賀海軍工廠、佐世保=佐世保海軍工廠、川崎=川崎造船所（神戸市）。
- 第67号 : 1903年（明治36年）6月20日竣工（横須賀）。1922年（大正11年）4月1日除籍。
- 第68号 : 1903年（明治36年）6月20日竣工（横須賀）。1922年（大正11年）4月1日除籍。
- 第69号 : 1903年（明治36年）9月26日竣工（佐世保）。1905年（明治38年）5月27日戦没。
- 第70号 : 1903年（明治36年）11月10日竣工（佐世保）。1922年（大正11年）4月1日除籍。
- 第71号 : 1903年（明治36年）12月9日竣工（佐世保）。1922年（大正11年）4月1日除籍。
- 第72号 : 1903年（明治36年）9月8日竣工（横須賀）。1922年（大正11年）4月1日除籍。
- 第73号 : 1903年（明治36年）9月2日竣工（横須賀）。1923年（大正12年）4月1日除籍。
- 第74号 : 1904年（明治37年）1月14日竣工（川崎）。1923年（大正12年）4月1日除籍。
- 第75号 : 1904年（明治37年）1月23日竣工（川崎）。1923年（大正12年）4月1日除籍。